# Benifallim
Benifallim (antiguamente en español Benifallím) es un municipio y una pequeña población de la Comunidad Valenciana, España. Situada en el norte de la provincia de Alicante, en la comarca de la Hoya de Alcoy. Cuenta con una población de 116 habitantes (INE 2024).

## Geografía
Se asienta en las faldas de la Sierra del Rontonar en la parte occidental de la Sierra de Aitana. El mejor acceso es por la N-340 donde, a 6 km de Alcoy a la altura de la Venta San Jorge, hay una desviación que lleva a Benifallim y Penáguila. Esta rodeada por las sierras de Rontonar, del Castell y de la Marrà.

### Localidades limítrofes
Limita con los términos municipales de Alcoy, Penáguila y Torremanzanas.

## Historia
Población de origen musulmán. Fue ocupada por Jaime I de Aragón a mediados del siglo XII. Su iglesia se independizó de la parroquia de Benilloba en 1535. Fue lugar de moriscos integrado por 42 familias, unos 190 habitantes, el año 1572. Perteneció al señorío de los Castelló y, posteriormente al conde de Rótova.
El desastre de la expulsión de los moriscos en 1609 afectó profundamente a la población.

## Geografía humana

### Demografía
Cuenta con una población de 116 habitantes (INE 2024).
| Gráfica de evolución demográfica de Benifallim entre 1842 y 2021                                                      |
| |
| Población de derecho según los censos de población del INE. Población de hecho según los censos de población del INE. |

### Economía
Su economía, basada en una agricultura de secano, ha influido en la emigración de la población.

## Administración y política
| Elecciones municipales del 24 de mayo de 2015 |         |                                 |       |         |            |            |
| Partido                                       | Partido | Candidato                       | Votos | Votos   | Concejales | Concejales |
| Partido Popular                               |         | José Carlos Barrachina Bernabeu | 55    | 68,75 % | 5          | 1          |
| Fuente: Ministerio del Interior (España).     |         |                                 |       |         |            |            |

| Periodo   | Nombre                          | Partido   |
| --------- | ------------------------------- | --------- |
| 1979-1983 | José Luis Ibáñez Lloréns        | UCD       |
| 1983-1987 | Joaquín García Tomás            | AP        |
| 1987-1991 | Joaquín García Tomás            | PSPV-PSOE |
| 1991-1995 | José Carlos Barrachina Bernabeu | PP        |
| 1995-1999 | José Carlos Barrachina Bernabeu | PP        |
| 1999-2003 | José Carlos Barrachina Bernabeu | PP        |
| 2003-2007 | José Carlos Barrachina Bernabeu | PP        |
| 2007-2011 | José Carlos Barrachina Bernabeu | PP        |
| 2011-2015 | José Carlos Barrachina Bernabeu | PP        |
| 2015-2019 | José Carlos Barrachina Bernabeu | PP        |

## Monumentos y lugares de interés
- Palacio del Montortal. Actualmente es el Ayuntamiento de Benifallim.

### Galería fotográfica

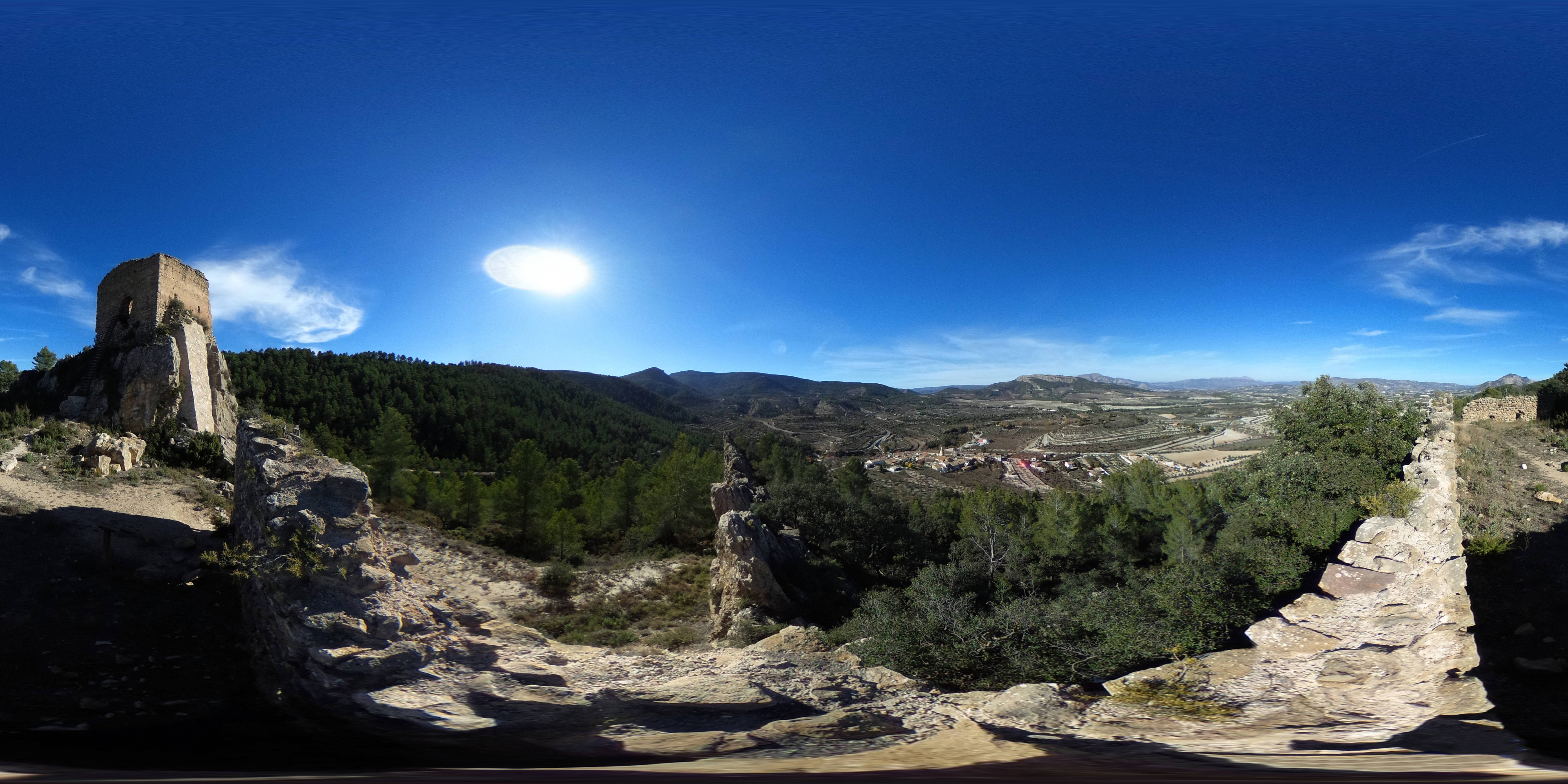
Benifallim y entorno desde el castillo Omniorama
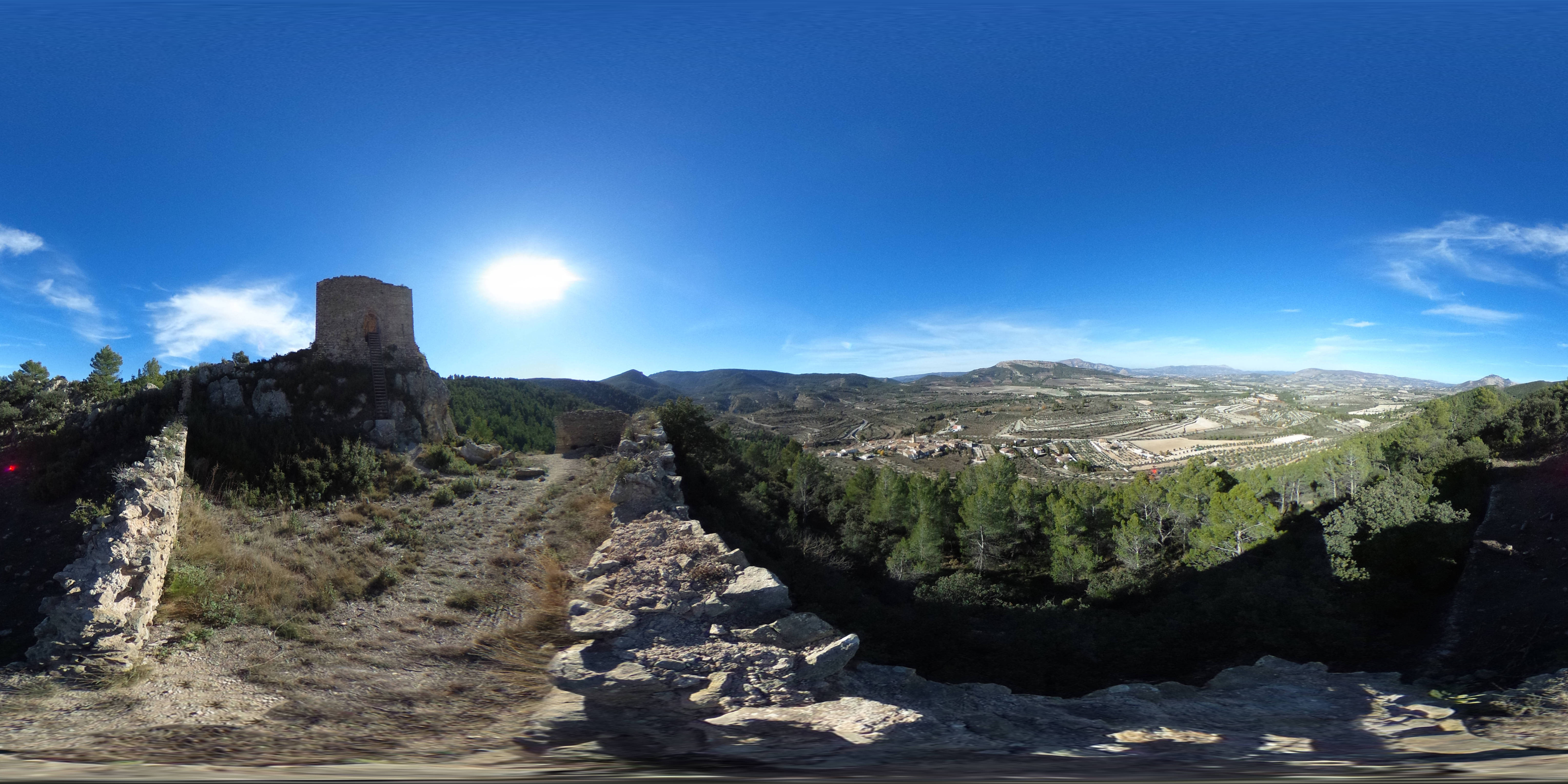
Entorno de Benifallim desde el castillo Omniorama

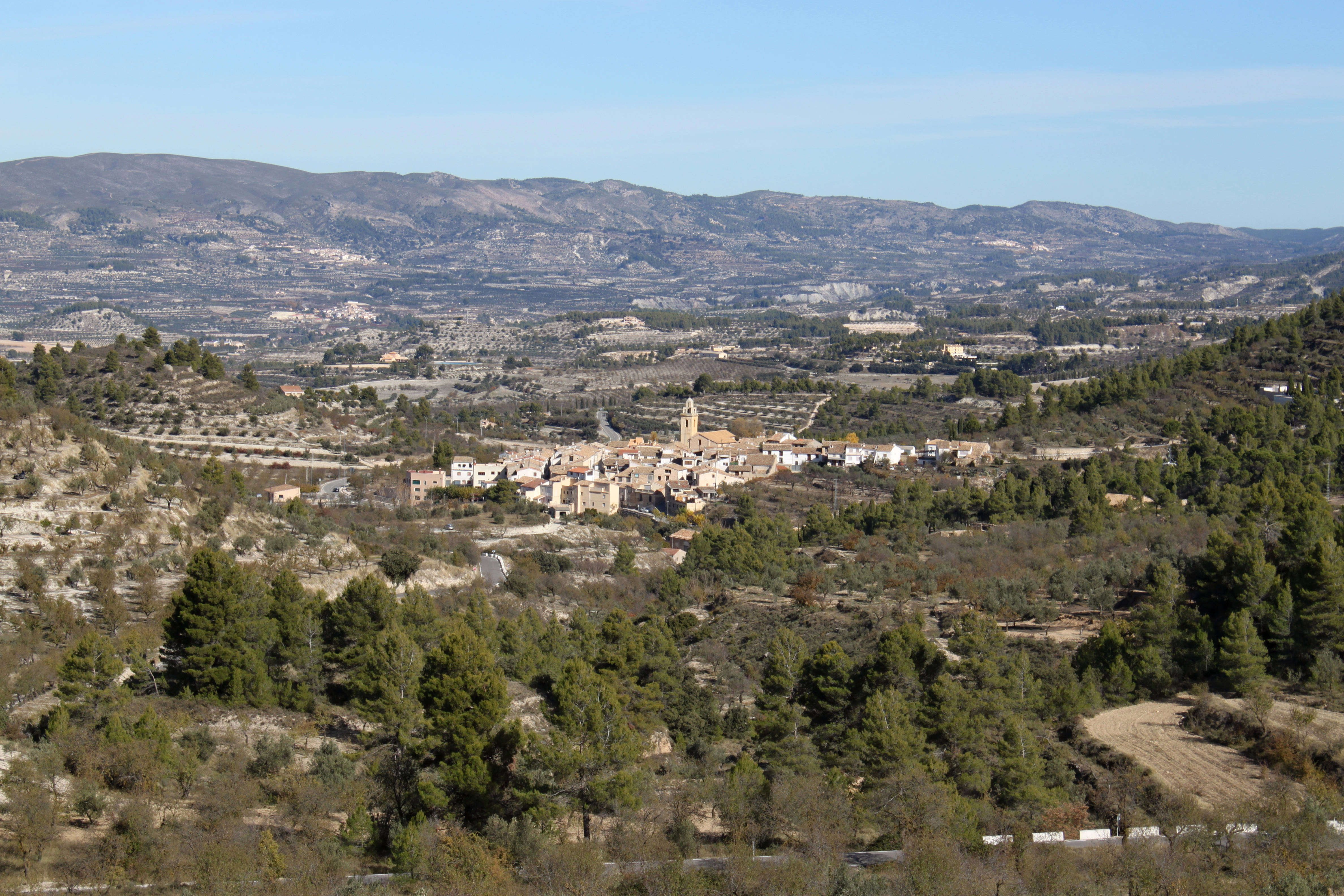
Vista general desde CV-780
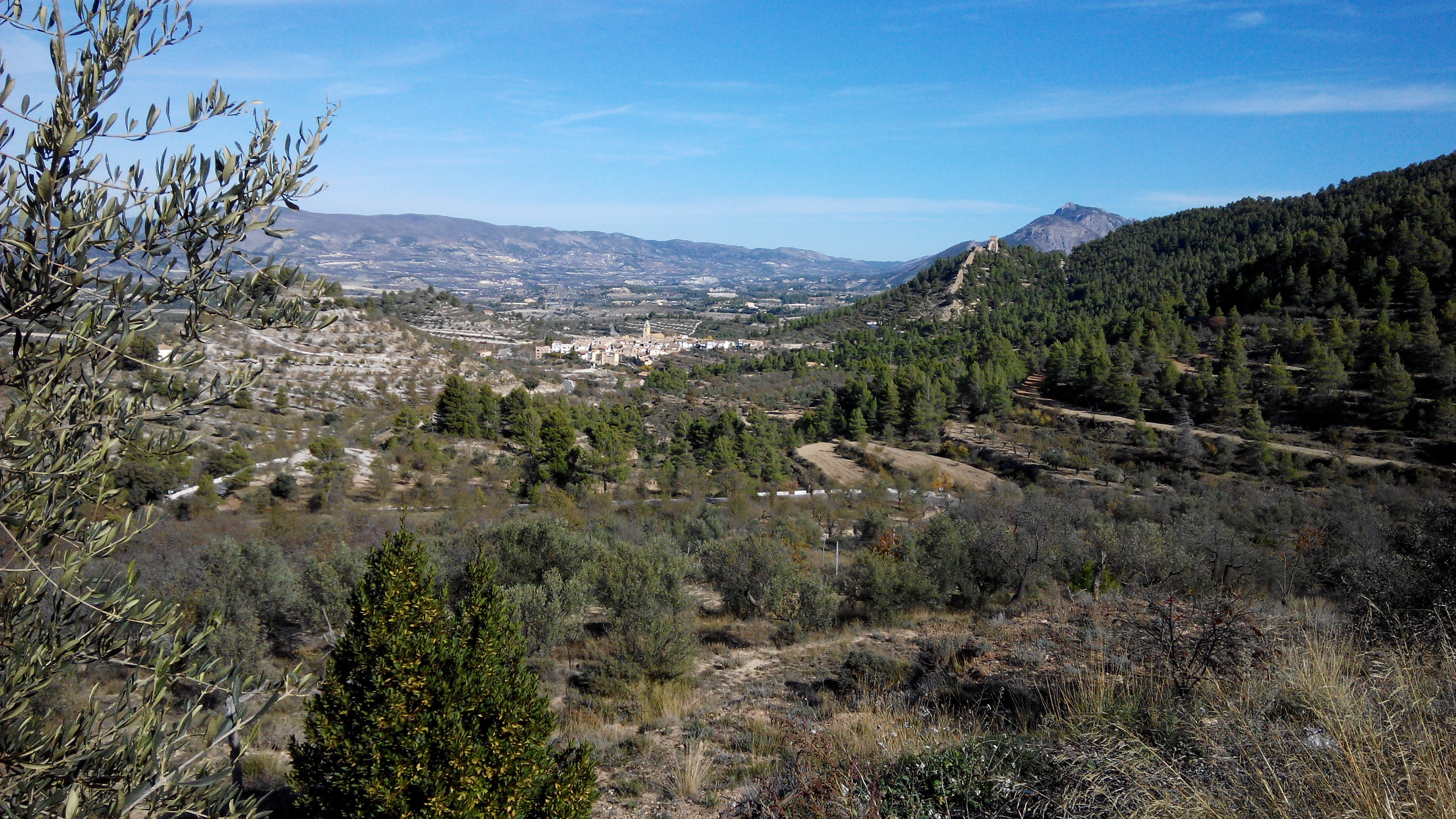
Vista general desde CV-780
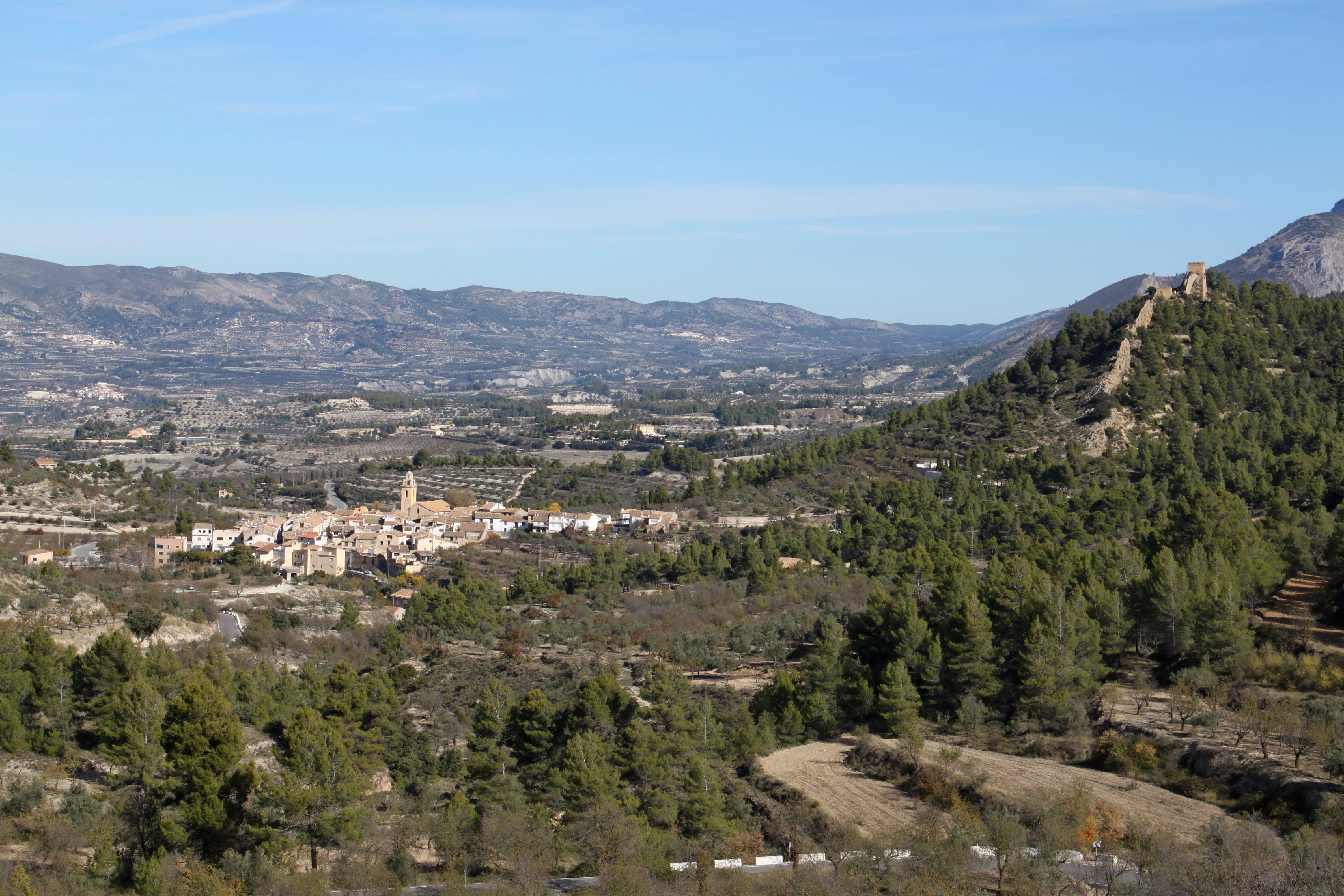
Vista general desde CV-780

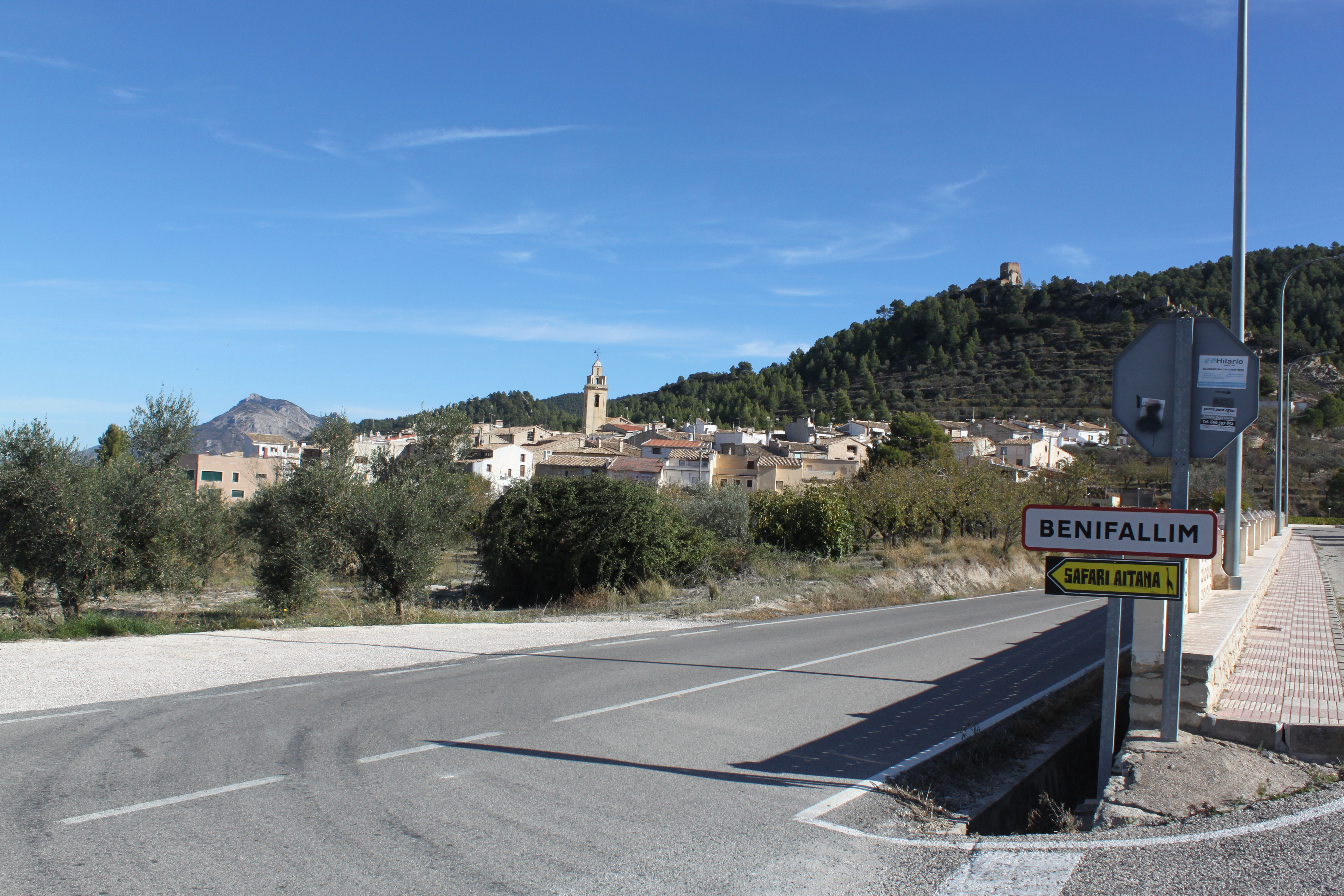
Acceso
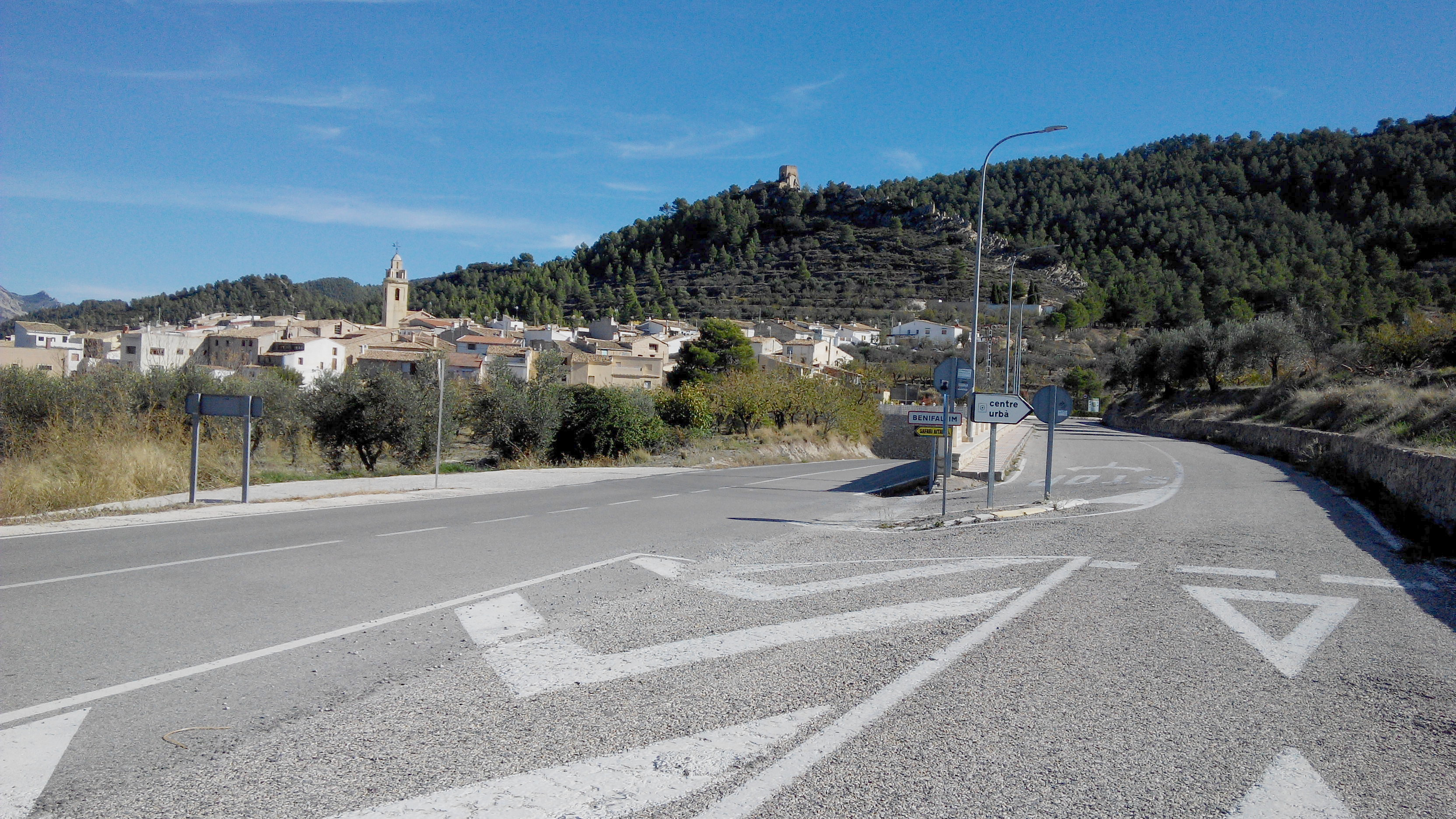
Acceso

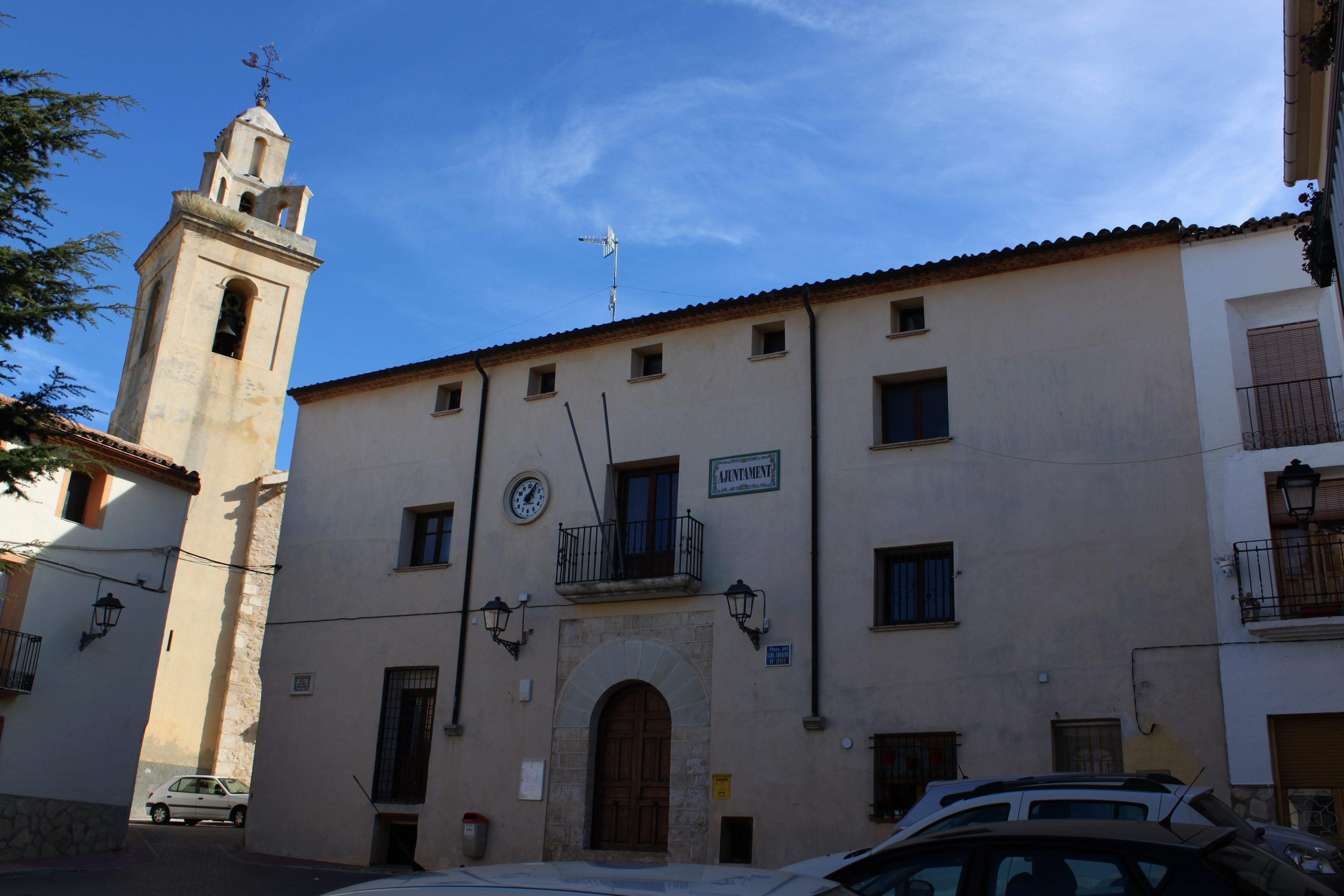
Ayuntamiento/Ajuntament
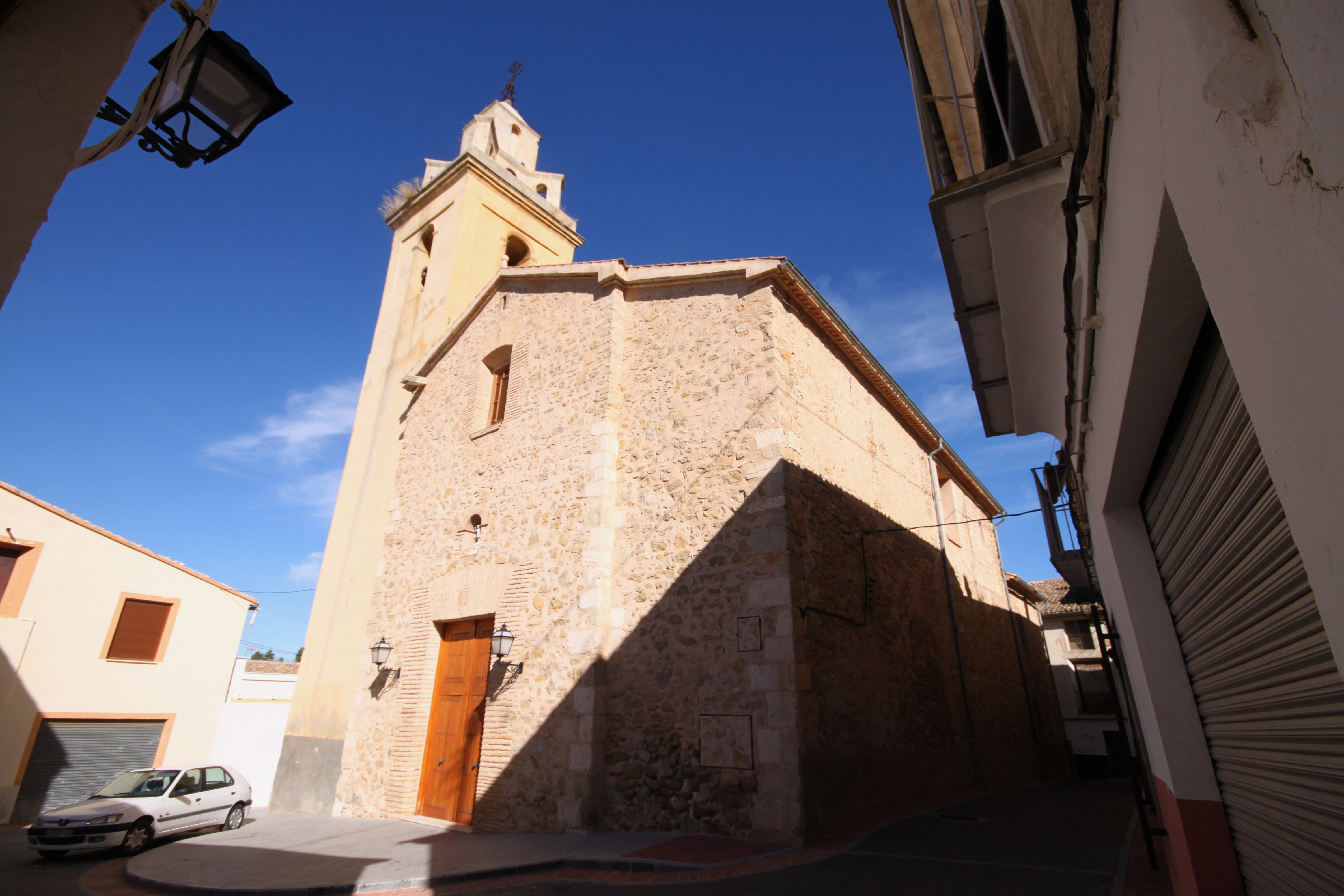
Iglesia
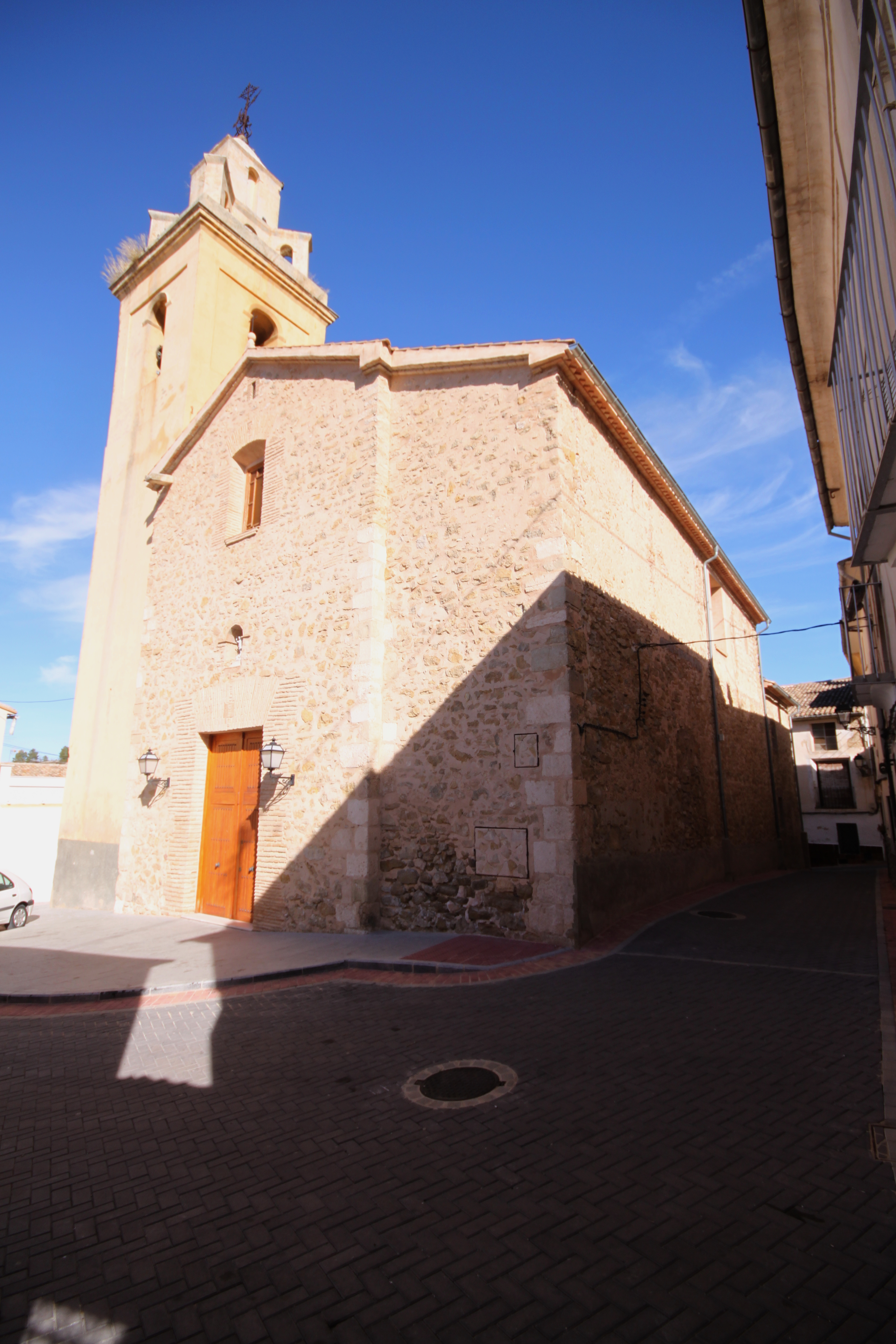
Iglesia

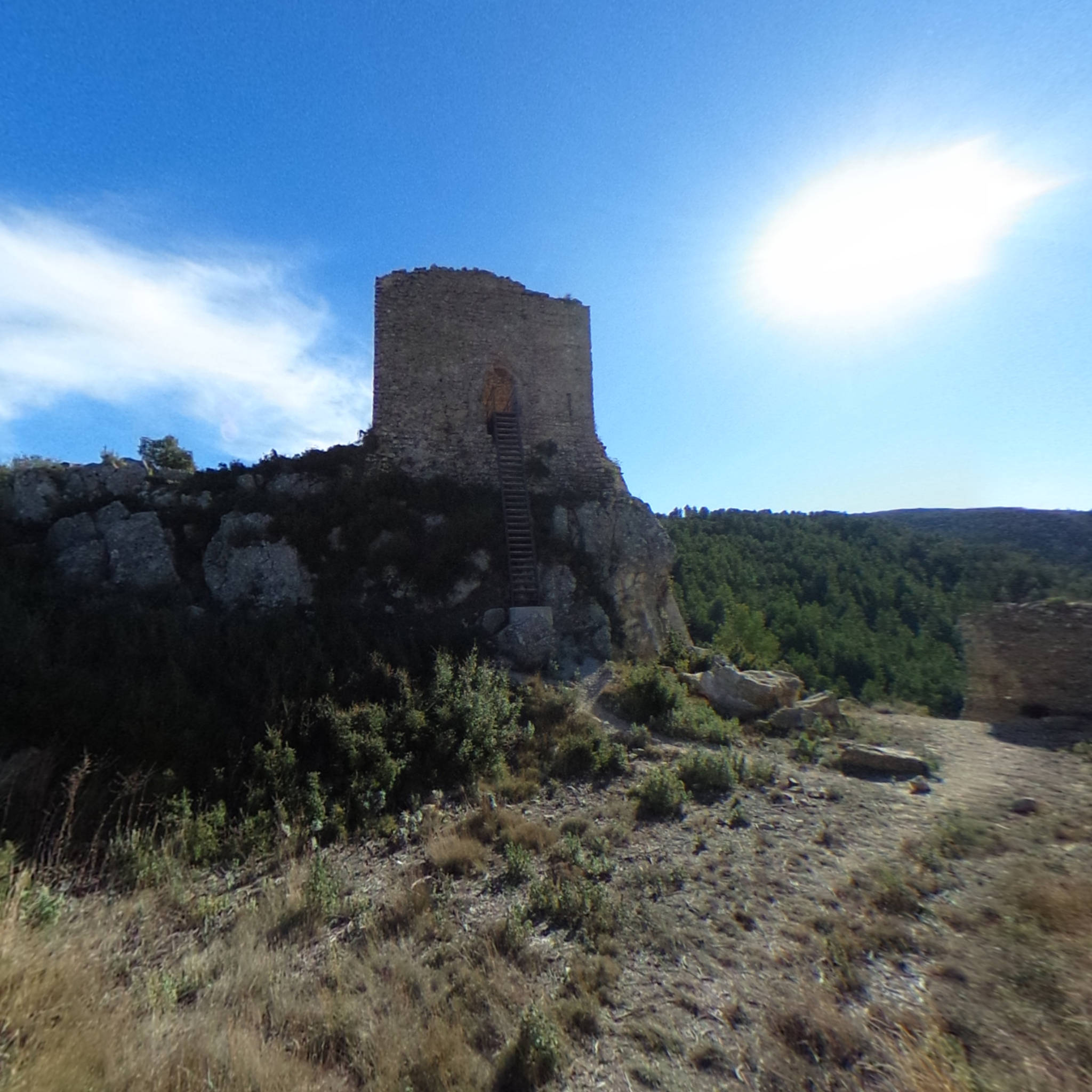
Torre del castillo
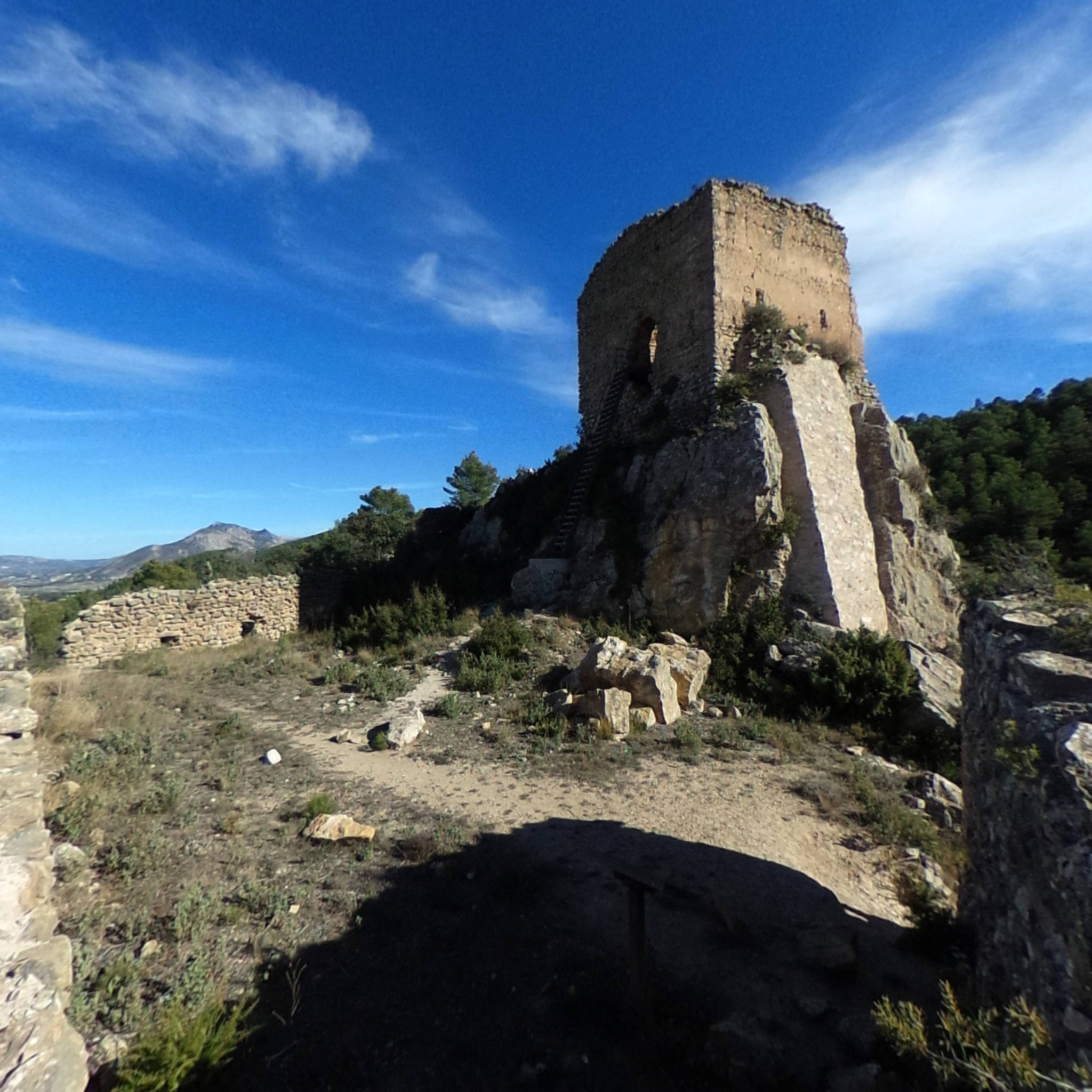
Torre del castillo
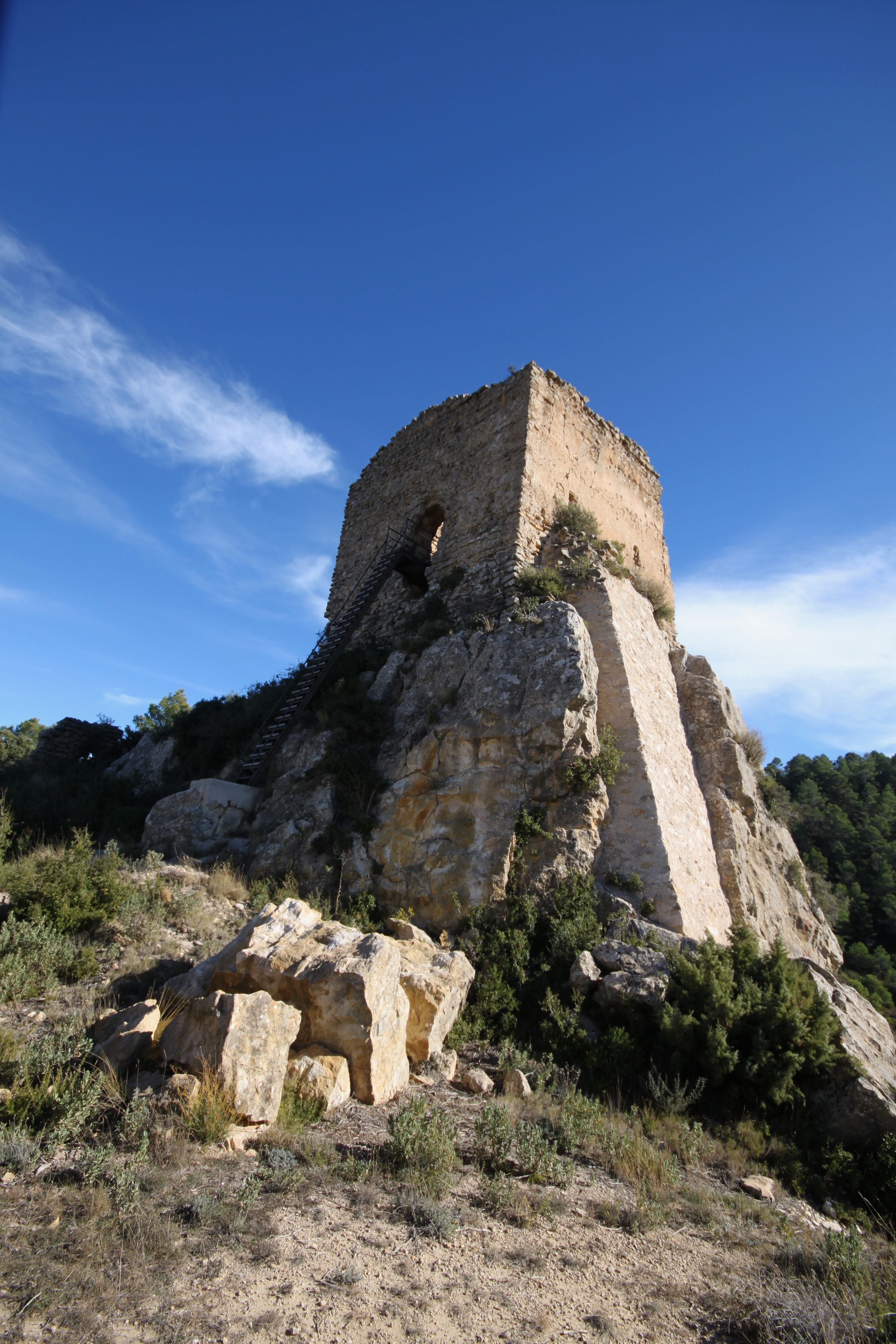
Torre del castillo
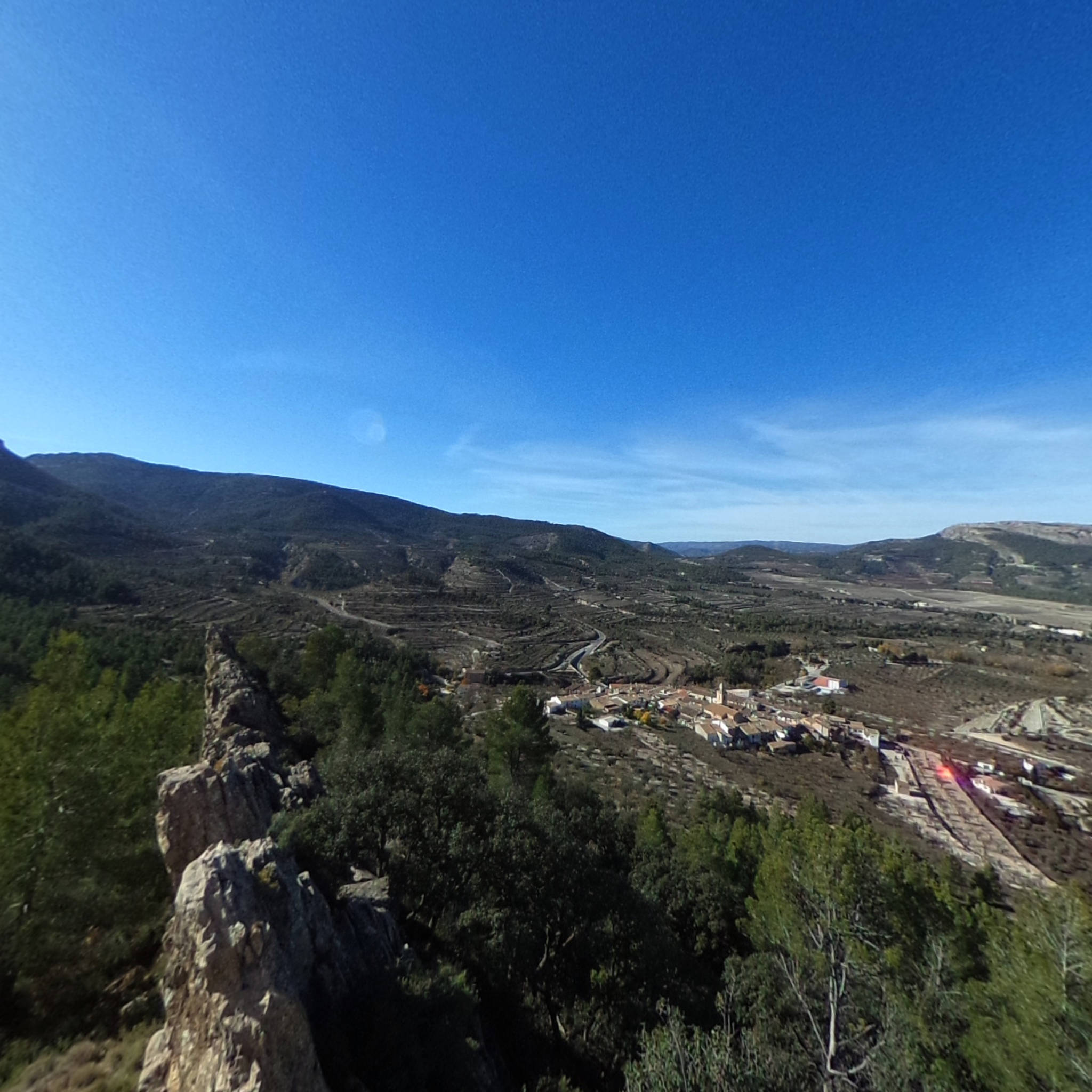
Benifallim desde el castillo

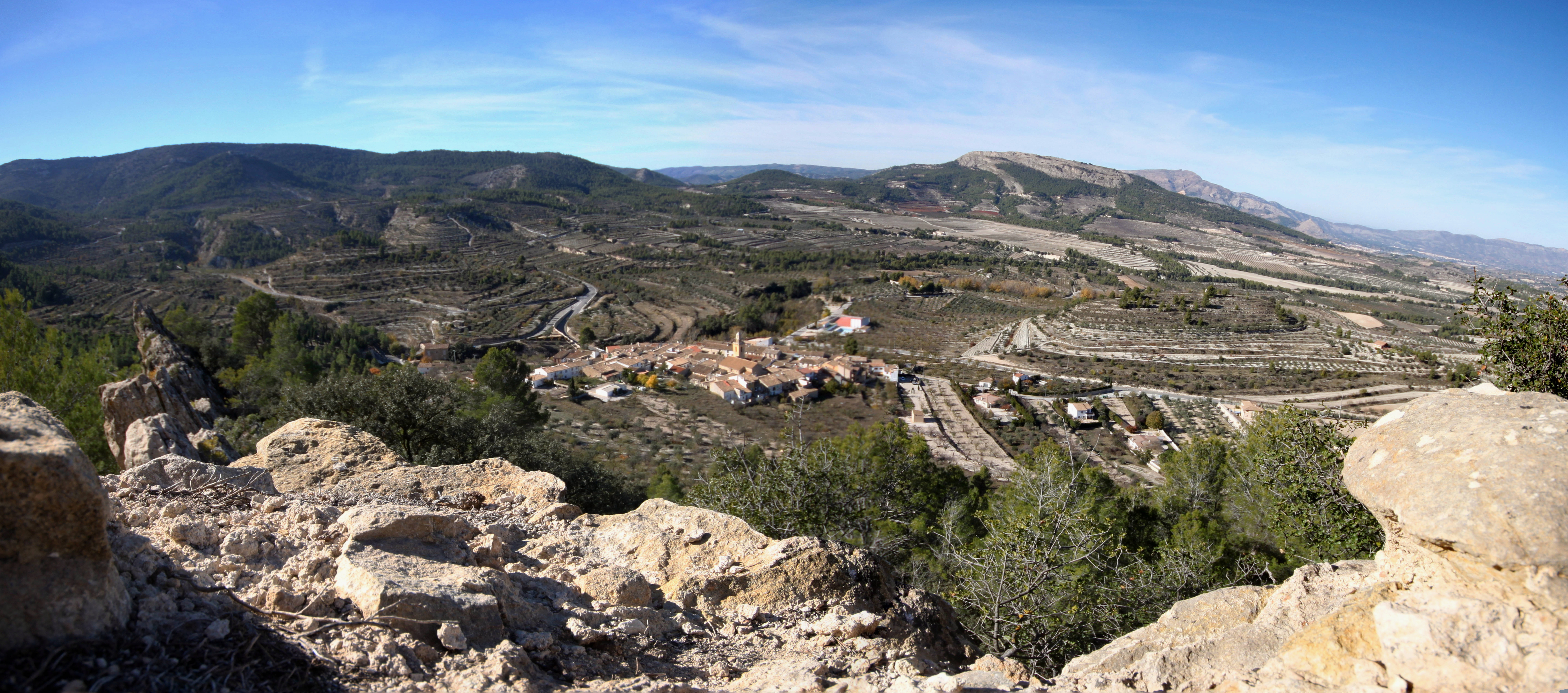
Benifallim desde el castillo
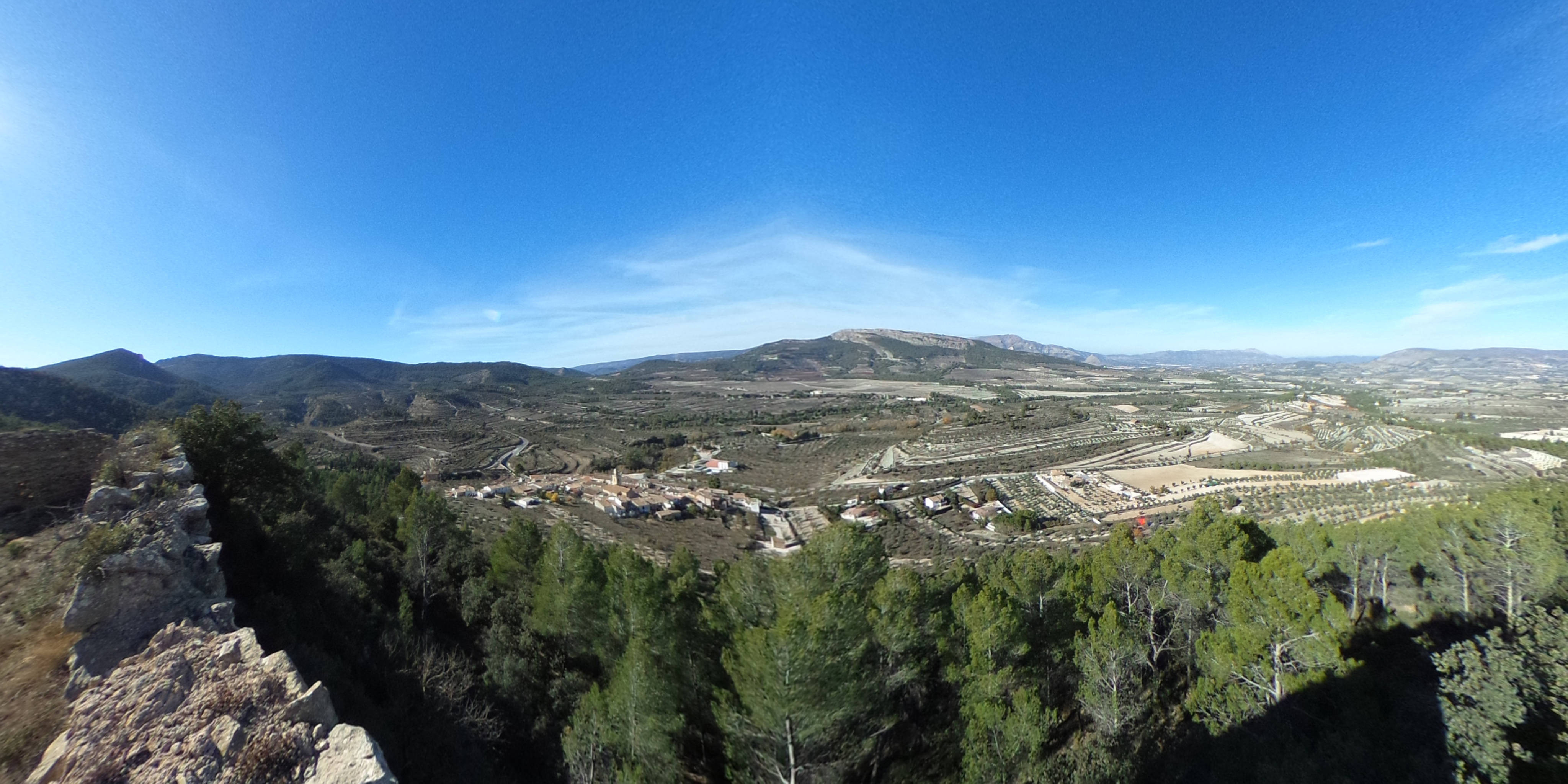
Benifallim y tierras desde el castillo
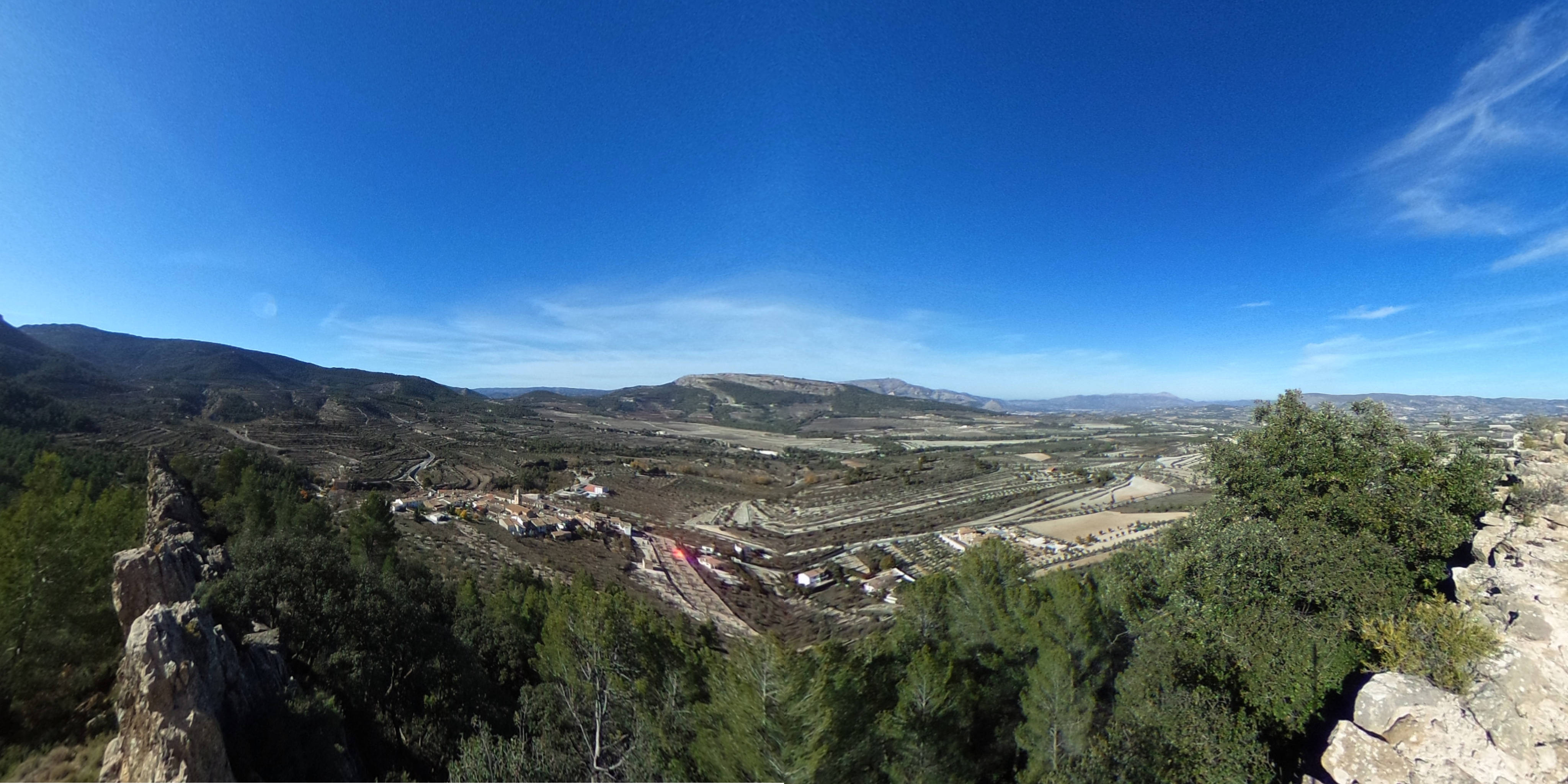
Benifallim desde el castillo

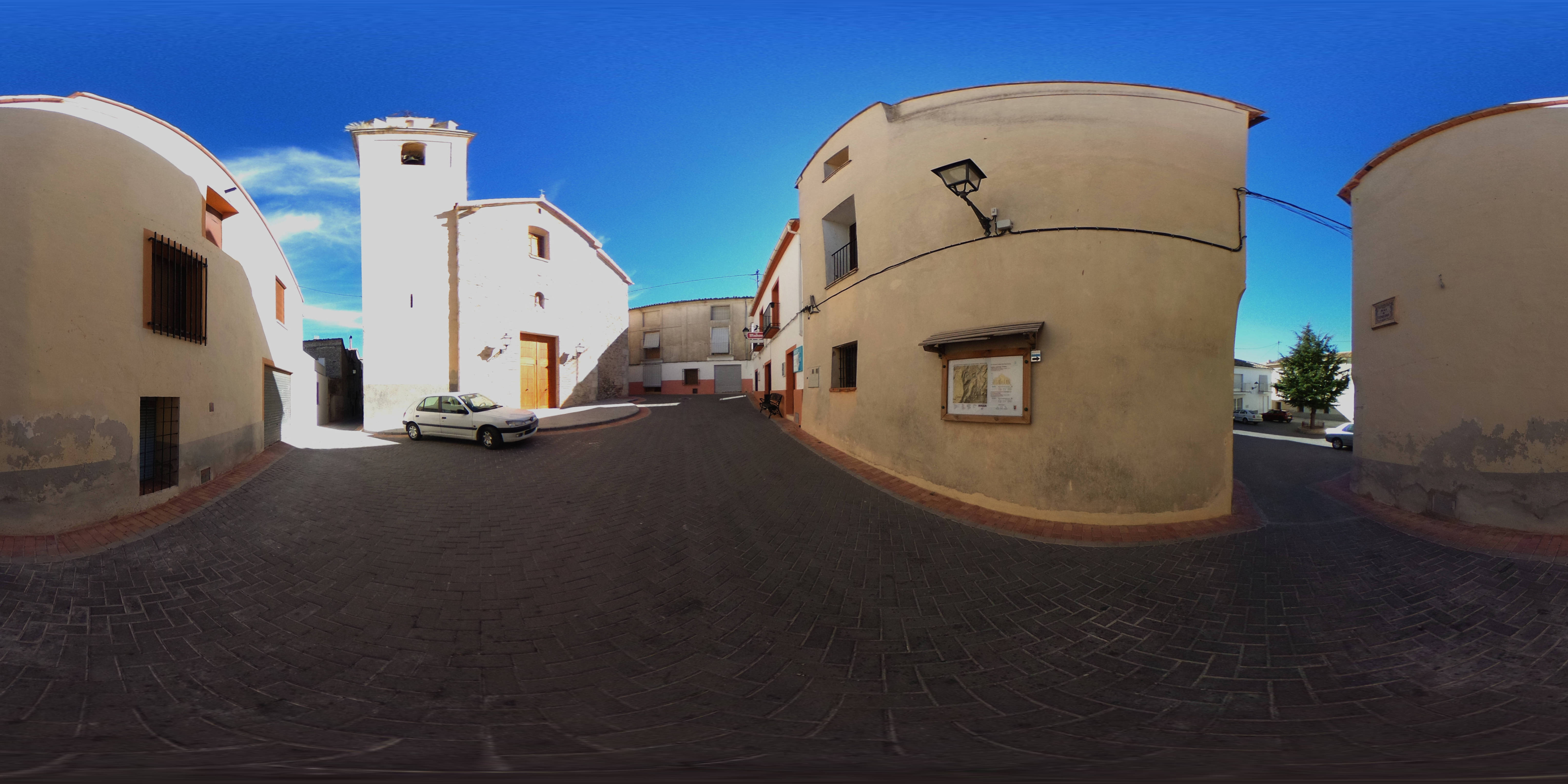
Iglesia y entorno Omniorama
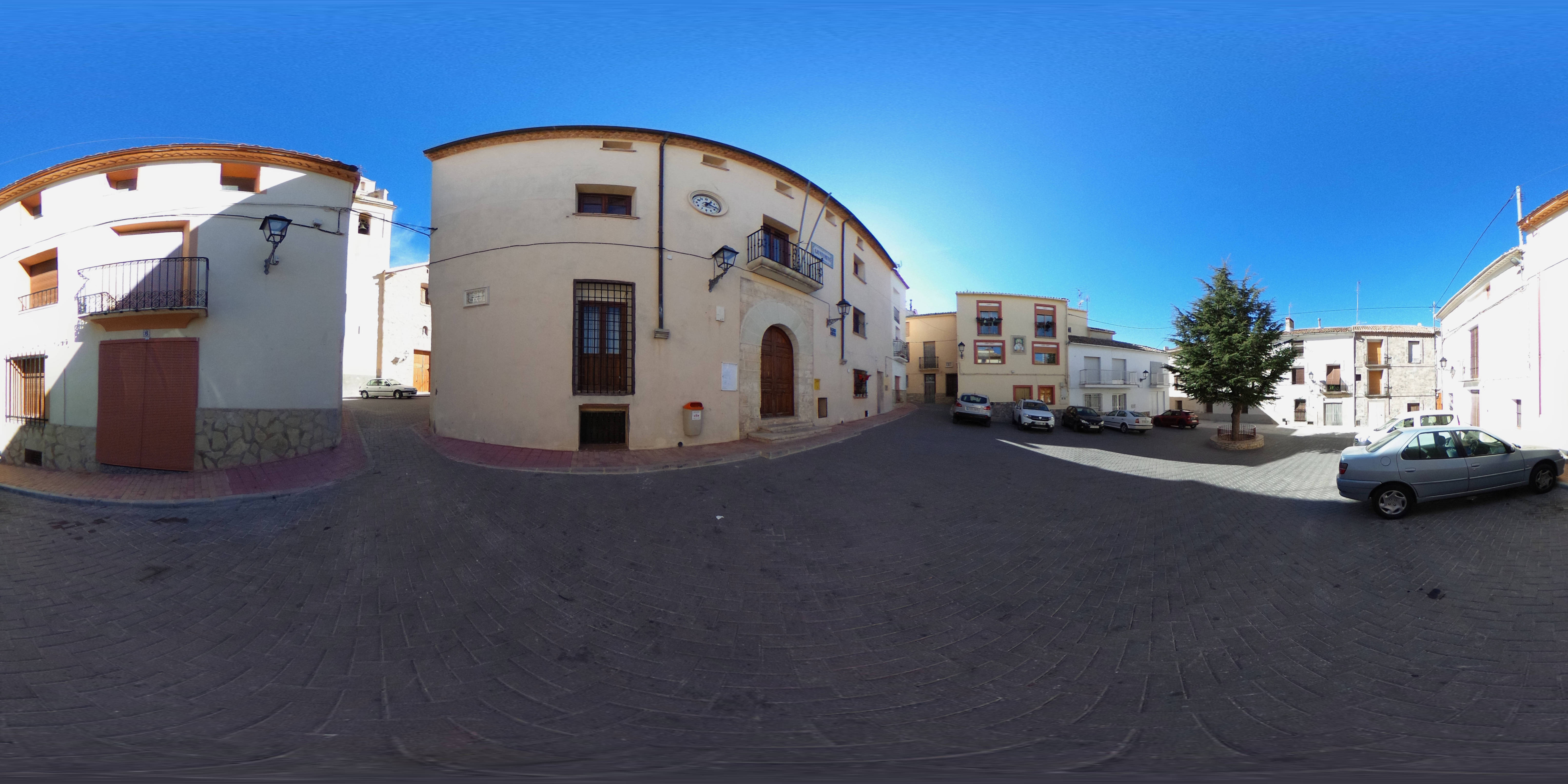
Plaza del Sagrado Corazón de Jesús Omniorama

- Benifallim y entorno desde el castillo
Omniorama
- Entorno de Benifallim desde el castillo
Omniorama

## Fiestas
- Fiesta "dels casats" (8 de mayo)
- Fiesta "dels Fadrins" (septiembre)
- Fiestas Patronales. Se celebran a partir del 29 de septiembre en honor de san Miguel Arcángel.